# Kamień (Rybnik)

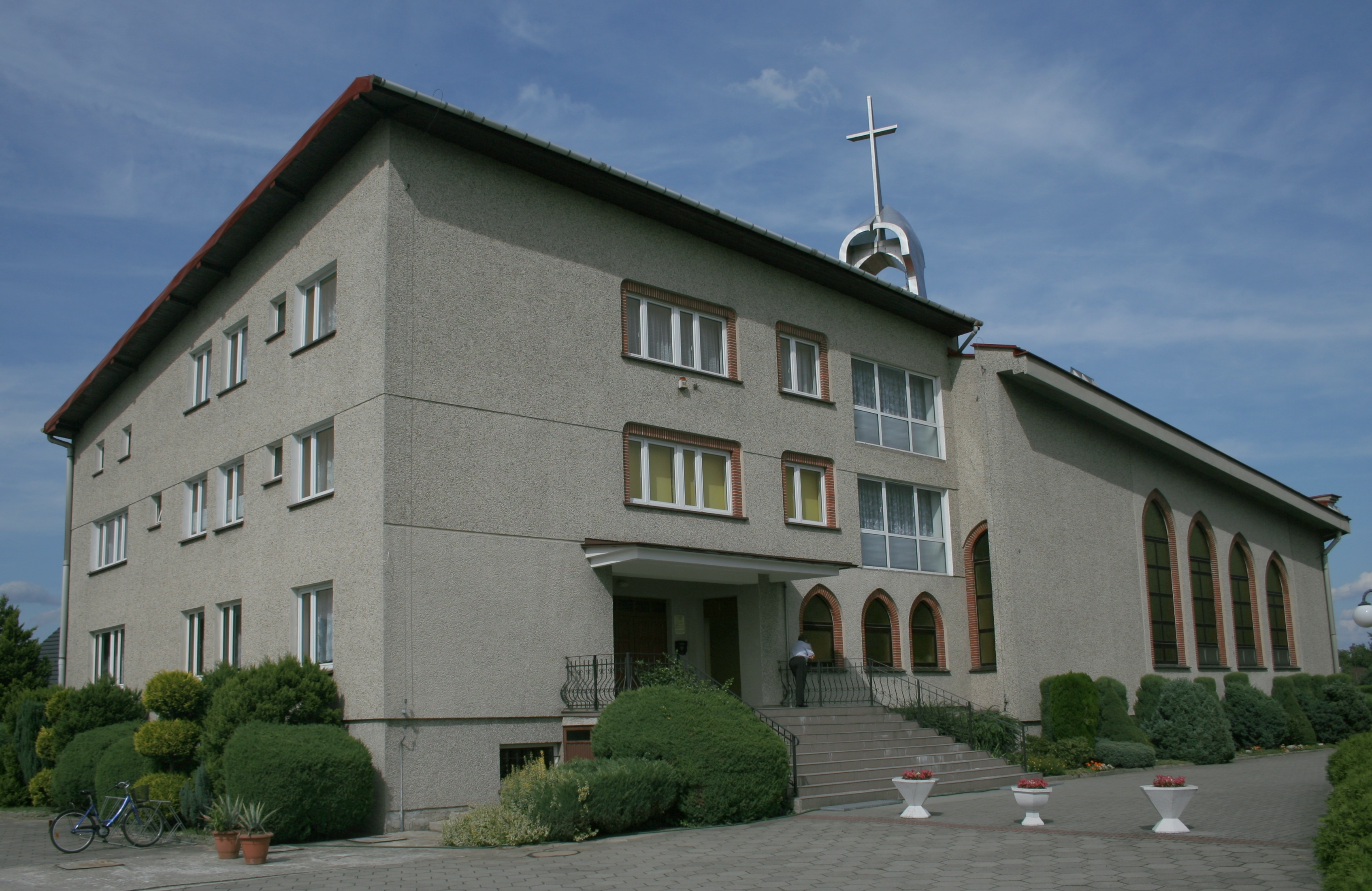
Kościół św. Alberta w Kamieniu

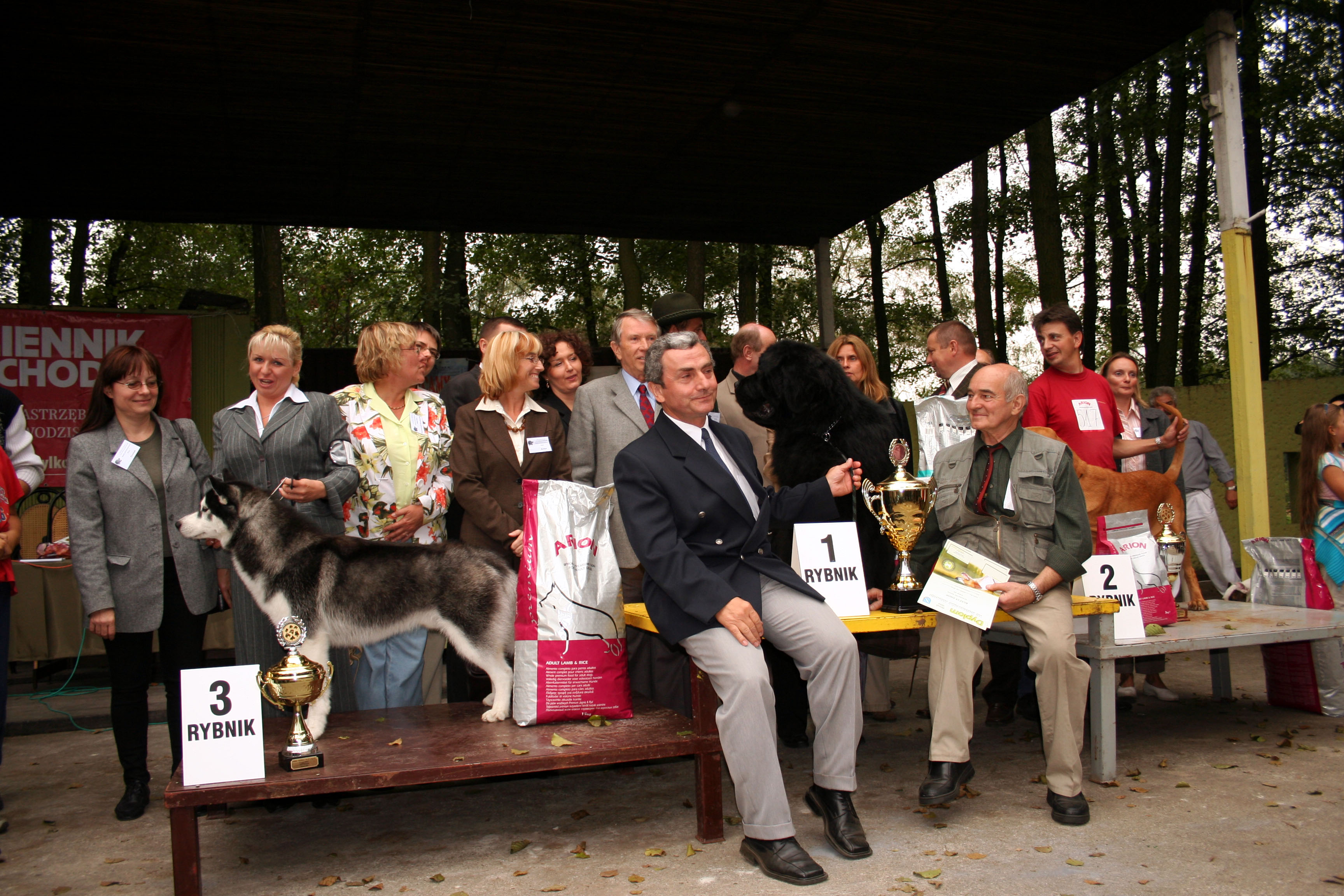
Zwycięzcy Krajowej Wystawy Psów Rasowych w 2006 roku. Wystawa jest cykliczną imprezą kynologiczną organizowaną na terenie MOSiR w Kamieniu.

Kamień (śl. Kamjyń; niem. Stein; dawn. i oficjalnie wg TERYT Kamień pod Rzędówką) – część miasta i jedna z dzielnic Rybnika. Dzielnica najbardziej odizolowana od układu osadniczego miasta, na zasadzie „półwyspu” wdzierającego się w głąb gminy Czerwionka-Leszczyny, dzielącego połączenie między miejscowościami Książenice i Przegędza tej gminy. Leży 9 km od centrum Rybnika, za lasem, mimo że graniczy bezpośrednio z centrum Leszczyn.
Znajduje się w niej ośrodek wypoczynkowy MOSiR, na terenie którego jest hotel Olimpia, korty tenisowe, basen. Kamień posiada lokalny klub piłkarski KP Kamień, klub w sezonie 2021/2022 gra w rybnickiej B klasie. Na terenie dzielnicy znajduje się Parafia św. Brata Alberta oraz Sala Królestwa Świadków Jehowy.
Od 1977 r. Kamień jest dzielnicą Rybnika. Po II wojnie światowej był siedzibą gminy Leszczyny.

## Nazwa
Nazwa pochodzi od polskiego słowa kamień. Prawdopodobnie nazwa wywodzi się od południowo-zachodniej części Kamienia (w okolicach MOSiR-u), gdzie jeszcze na początku XX wieku istniała stara huta szkła, która swoją produkcję opierała na wydobywanym tam wysokogatunkowym białym piasku.
Zanim w wyniku procesów urbanizacyjnych miejscowość stała się obecną dzielnicą Rybnika była osobną wsią notowaną w źródłach historycznych w języku polskim oraz niemieckim. Topograficzny opis Górnego Śląska z 1865 roku notuje miejscowość we fragmencie "Stein (poln. Kamień)". Spis notuje również inne części wsi folwark Belkowietz oraz teren leśny - Lassotki.

## Historia
Dzieje Kamienia sięgają XIII wieku. Z Kamienia pochodzi wykonany z piaskowca kamień drogowy, który wiosną 1998 roku ustawiono przed wejściem do muzeum (na tyłach ratusza). W związku z możliwością występowania kamieniarskich tradycji na tym obszarze, ślad tego pozostał w nazwie miejscowości i herbie.
W XV wieku właścicielem wsi był rycerz Mikulczyn. Losy kolejnych właścicieli Kamienia znane są tylko od przełomu XIX i XX wieku. Prócz drobnych gospodarzy w Kamieniu były dwa wielkie majątki ziemskie: „Szpendlowiec” i „Dwór Eigerta”. Szpendlowiec obejmował tereny dzisiejszego ośrodka MOSiR-u. Oprócz zabudowań gospodarczych do dworu należał tartak wodny z kołami napędowymi o drewnianych zębach, mała huta szkła i zakład produkujący gonty. Ostatnim właścicielem majątku z rodu Spendlów był Aleksy Spendel. Drugi majątek w Kamieniu ciągnął się wzdłuż dzisiejszej ulicy Arki Bożka w kierunku Leszczyn. W połowie XIX wieku jego właścicielem był Kochatowski, który sprzedał dobra Eigertowi. Ten w II poł. XIX wieku, choć sam był protestantem ufundował w Kamieniu murowaną kapliczkę pw. św. Jana Nepomucena.
Około 1900 roku majątek kupił Austriak Morgenbeser, którego rodzina po powstaniach śląskich rozparcelowała i sprzedała swój majątek. W latach 1890–1900 wybudowana została cegielnia.
W styczniu 1945 r. dojechał do Rzędówki pociąg z więźniami z likwidowanych przez Niemców obozów. Więźniów tych prowadzono przez Kamień w kierunku Wielopola. W 1995 r. na terenie ośrodka MOSiR została wmurowana tablica upamiętniająca ten fakt. Na cmentarzu w Książenicach znajduje się zbiorowa mogiła ofiar tego marszu.
Pierwsza szkoła w Kamieniu powstała ok. 1858 roku. W latach 1929–1930 jako naczelnik gminy i przewodniczący Zarządu Szkolnego, Alojzy Szewczyk sprawował ogólny nadzór nad budową nowej szkoły, która funkcjonuje do dzisiaj. Obecnie mieści się tam Szkoła Podstawowa nr 28 im. Alojzego Szewczyka przy ulicy nazwanej jego imieniem.
W 1907 r. powstało w Kamieniu z inicjatywy Józefa Molendy, ówczesnego sołtysa gminy, Stowarzyszenie Wyższej Użyteczności Ochotniczej Straży Pożarnej, które działało aż do zakończenia I wojny światowej. W okresie powstań śląskich działalność ta została przerwana, a następnie w 1924 r. reaktywowana. W czasie okupacji hitlerowskiej miejscowa Straż Pożarna istniała jako straż przymusowa. Od kwietnia 1945 r. OSP Kamień służy mieszkańcom.
W listopadzie 1989 r. utworzono w Kamieniu oddzielną parafię, której proboszczem został ks. Jerzy Korduła. W latach 1990–1994 r. wybudowano kościół parafialny.